# Meteora (Grekland)
Meteora, (grekiska Μετέωρα) är ett klosterkomplex som ligger i regionen Thessalien vid staden Kalambaka i Grekland. Meteora är, efter Athos, Greklands största och viktigaste klosterkomplex och bestod under sina glansdagar av 24 kloster varav sex fortfarande är aktiva grekisk-ortodoxa kloster. Klostren är spektakulärt placerade högt uppe på branta klippformationer av sandsten 400 meter ovanför Peneasdalen. 1988 blev Meteora upptaget som ett världsarv av Unesco.

## Etymologi
Det grekiska adjektivet metéoros betyder "upphöjd över jorden, svävande, hög".

## Historia
Sandstensberget är från början bildat av sten, sand och lera från vatten på väg ner i Egeiska havet. Berget splittrades med tiden och jordskalv, vind och regn skulpterade fram de höga klipporna.
Man tror att eremiter och asketer började bosätta sig i grottor och enkla hyddor i området på 1000-talet. Mot slutet av 1100-talet byggdes en liten kyrka vid foten av en av klipporna där munkarna bosatt sig. Under det oroliga 1300-talet, i samband med turkarnas expansion, sökte sig munkar från klostren i öster, i Athos, till det mer oåtkomliga Meteora i centrala/norra Grekland. Det första klostret bygges omkring 1340 av munken Athanasios på en klippa han kallade Megalo Meteoron (Stora Meteoron) och detta kloster gav sedan namn åt hela området. Kloster efter kloster byggdes sedan under i det närmaste omöjliga förhållanden fram till slutet av 1500-talet. Klosterlivet fortsatte att blomstra fram till 1600-talet.
Vägar och trappor upp till kostren saknades helt, vilket gjorde att såväl människor och material som mat antingen hissades upp eller transporterades upp via stegar. I början av 1900-talet anlades vägar och trappor så att klostren blev mer lättillgängliga.
Under andra världskriget och under det efterföljande grekiska inbördeskriget for klostren mycket illa.

## Galleri

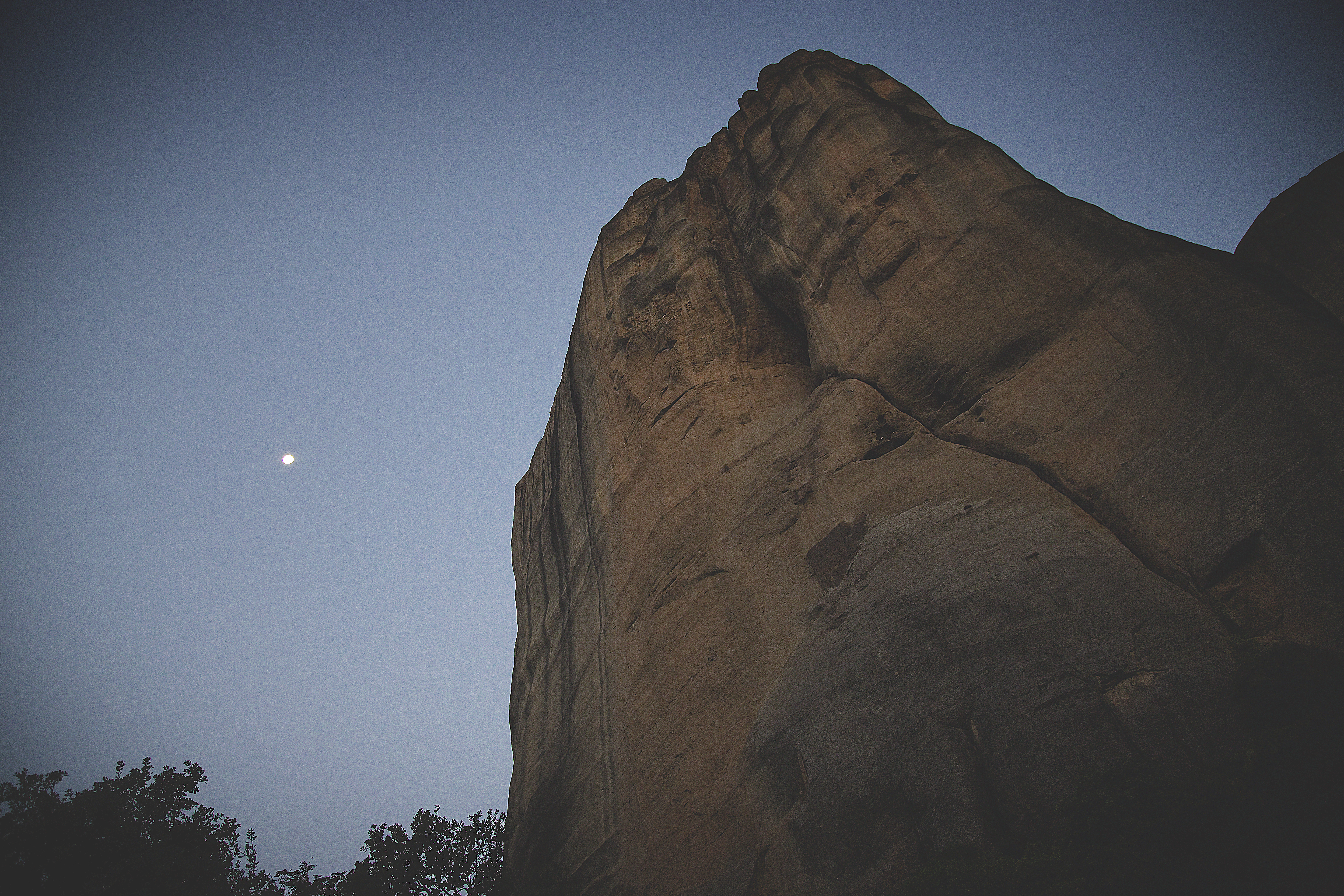
Meteora tidigt om morgonen.
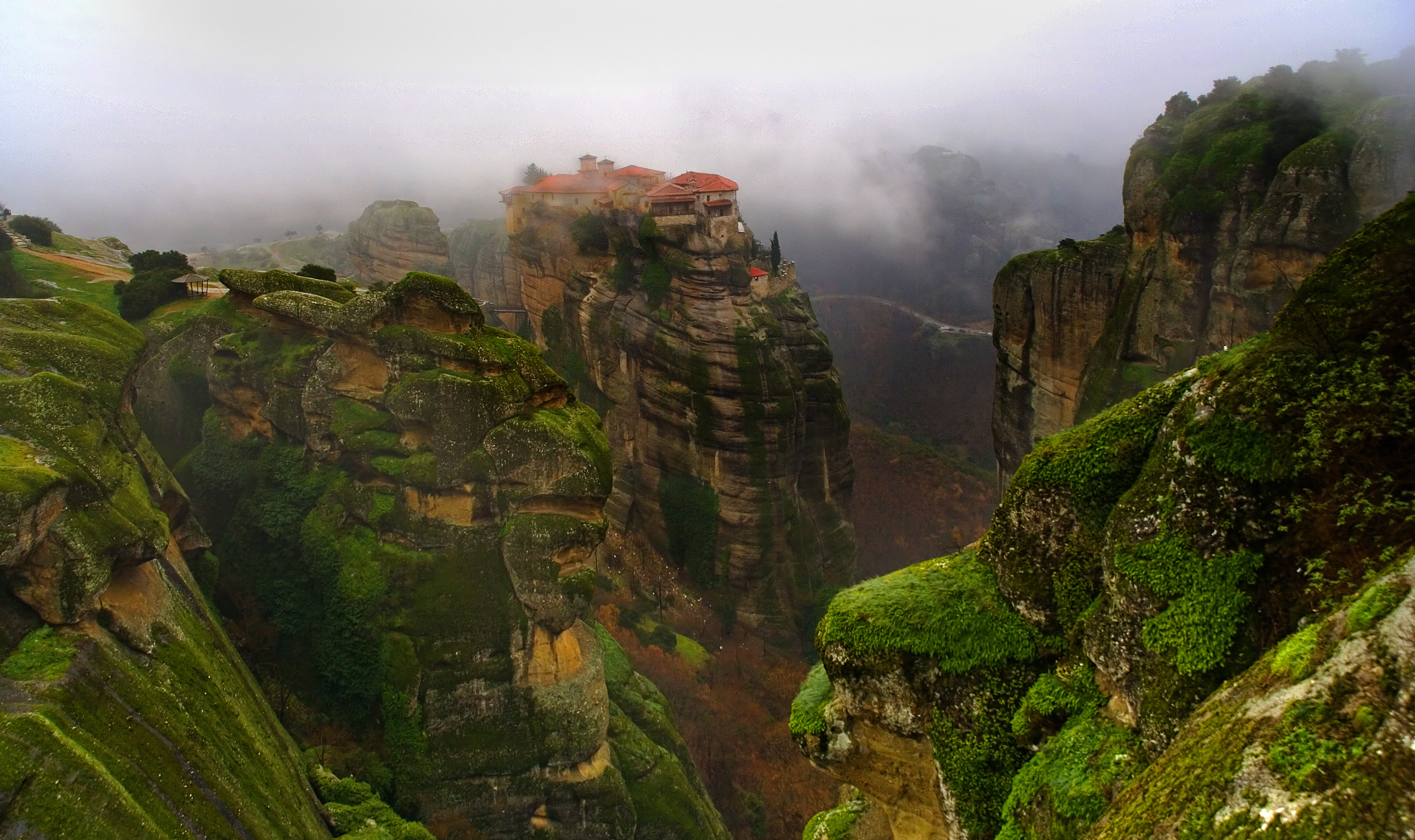
Varlaams kloster på sin klipp-piedestal.
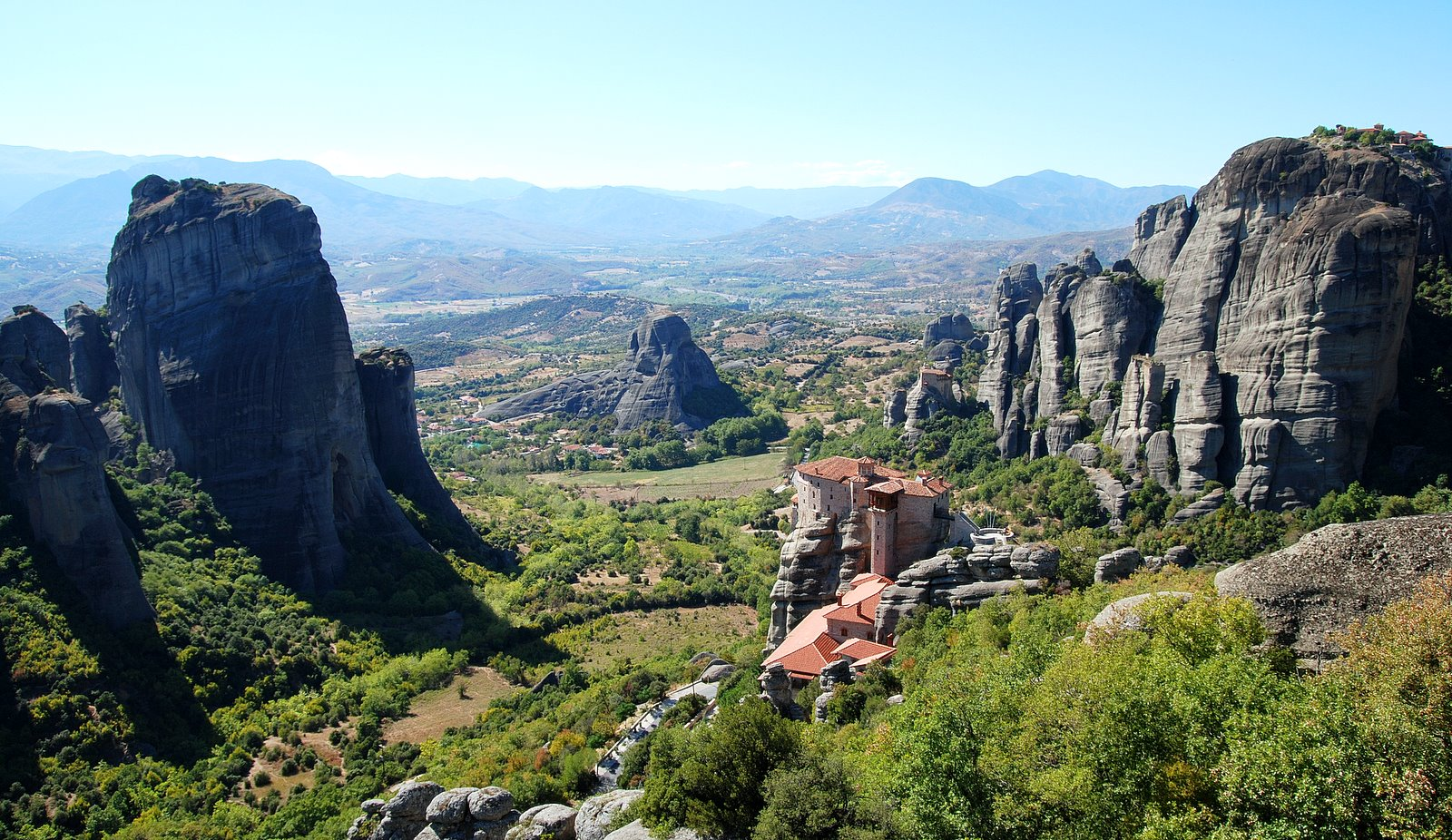
Klostren Rousanou, Agios Nikolaos och Stora Meteora.
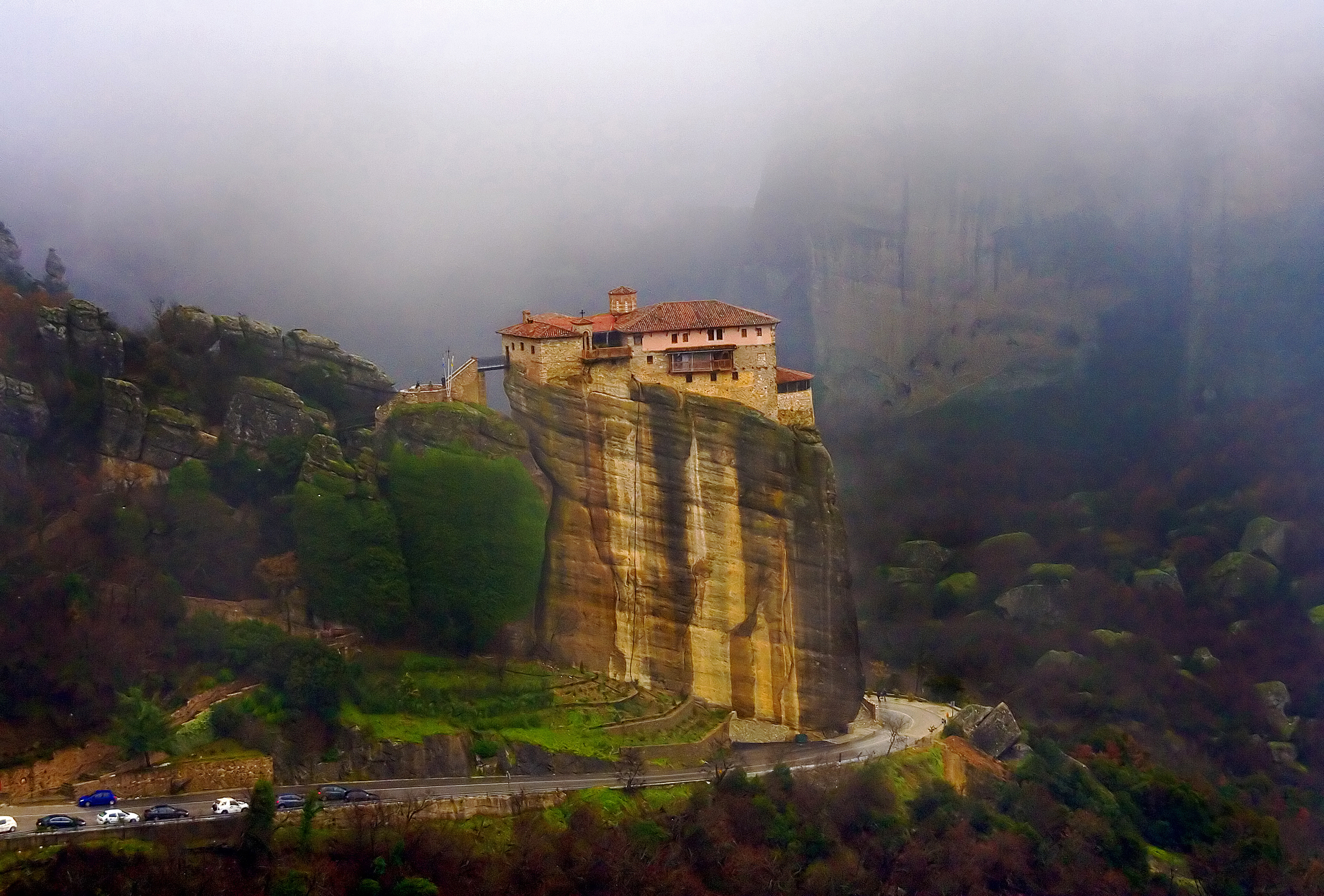
Klostret Rousanou.
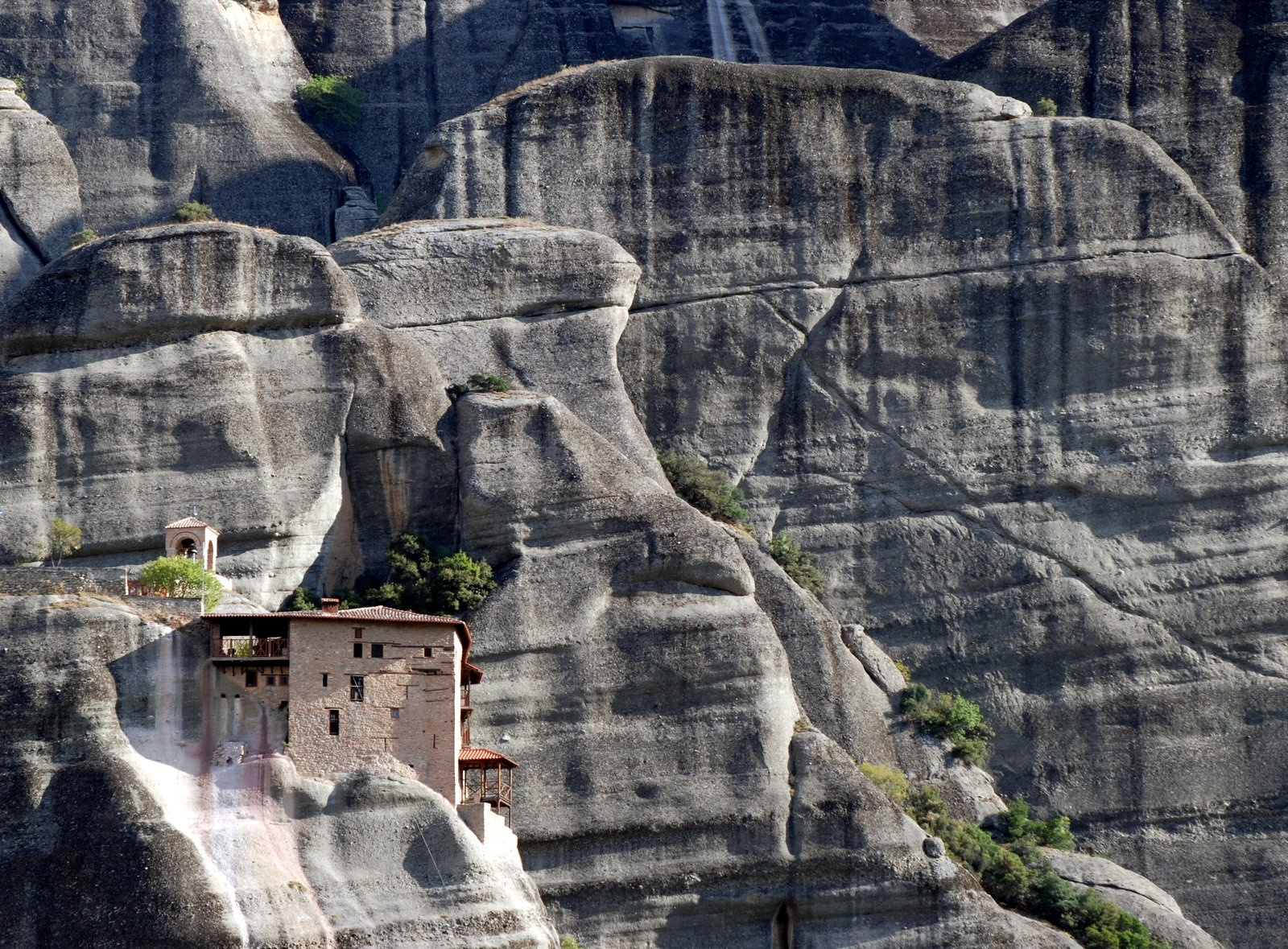
Agios Nikolaos Anapausas kloster.
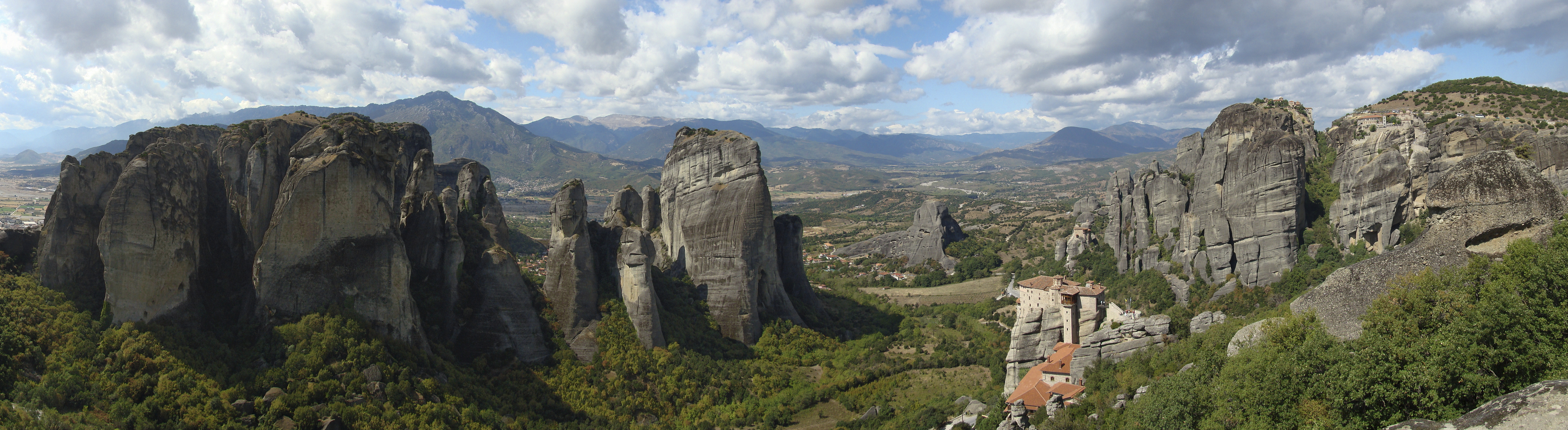
Panorama över Meteoradalen.
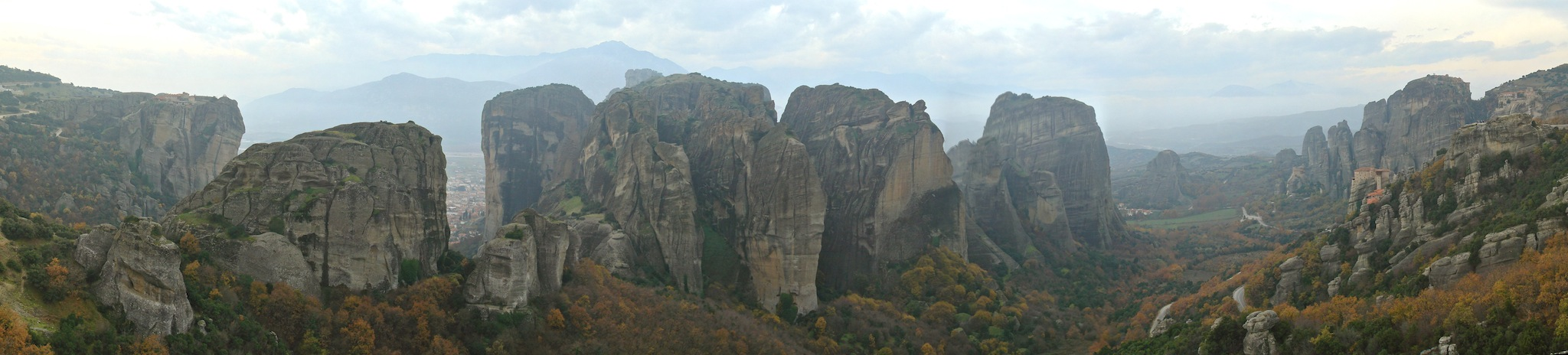
Panorama över Meteoradalen.
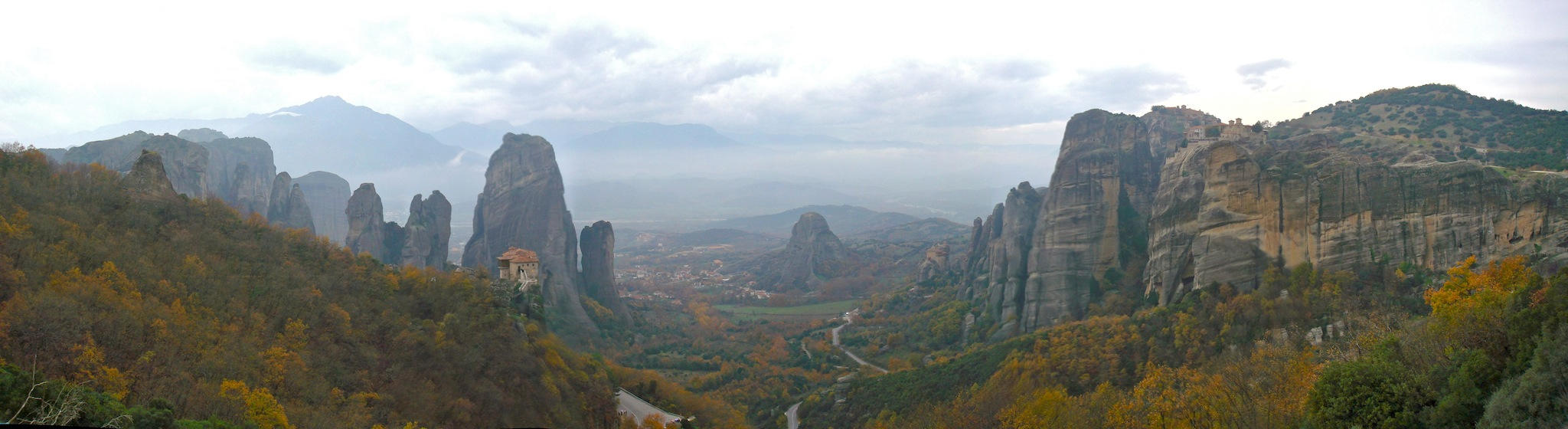
Panorama över Meteoradalen.
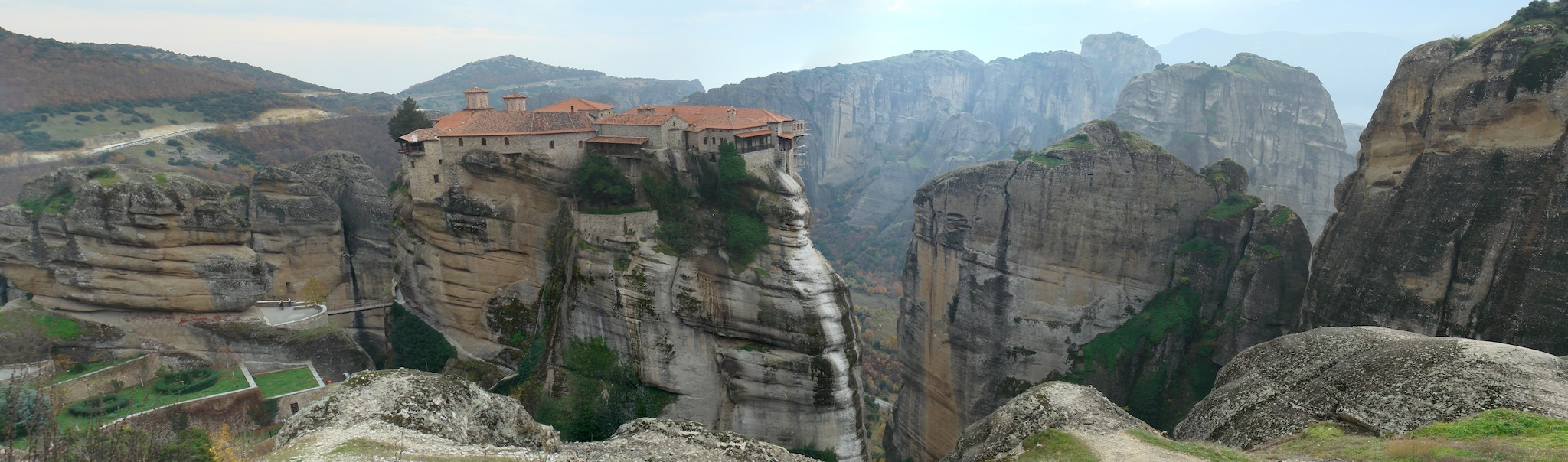
Panorama över klostret Varlaam.
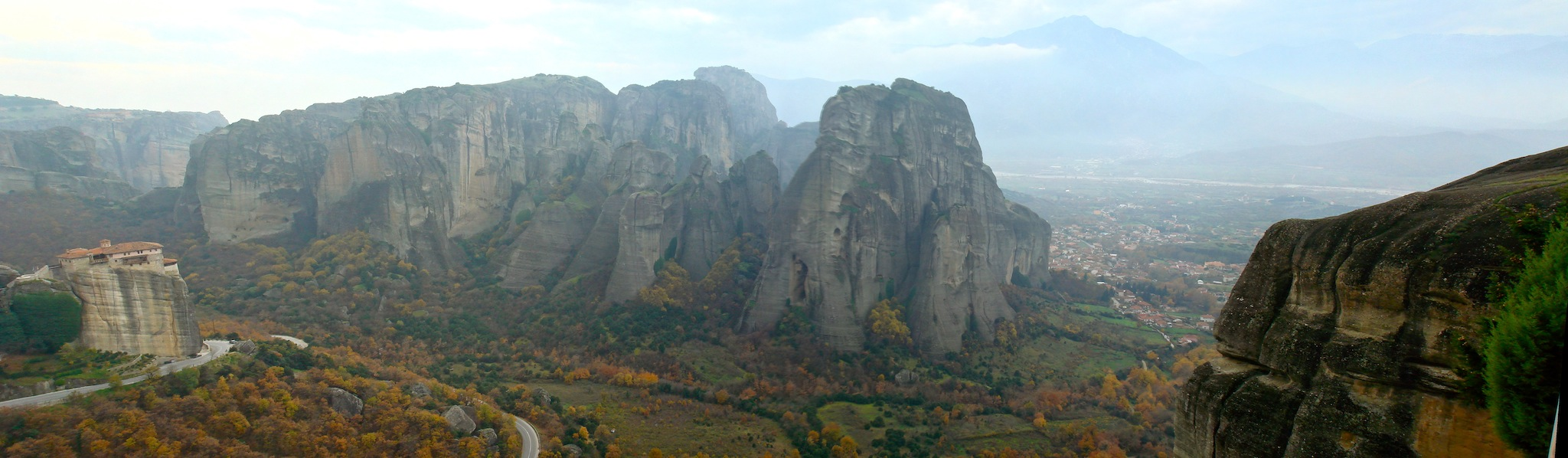
Panorama över klostret Roussanou.
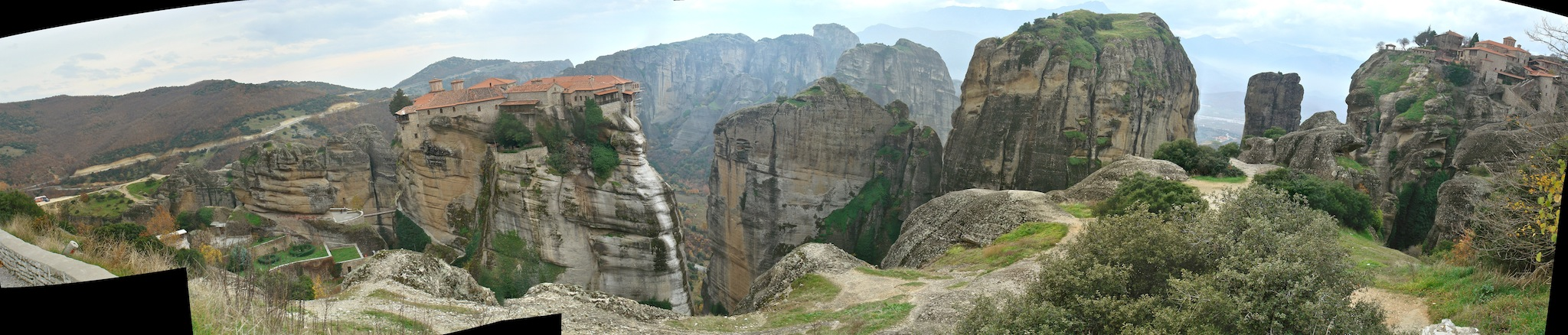
Panorama över klostren Varlaam och Stora Metereon.

## Lista över klostren
| Namn                                                          | Bild | Namn                                                                  | Bild |
| ------------------------------------------------------------- | ---- | --------------------------------------------------------------------- | ---- |
| Megalo Meteoron Stora Meteoronklostret Munkkloster            |      | Varlaam Varlaamklostret Munkkloster                                   |      |
| Rousanou Rousanouklostret Nunnekloster sedan 1988             |      | Agios Nikolaos Anapafsas Sankt Nikolaus Anapafsasklostret Munkkloster |      |
| Agios Stephanos Sankt Stefansklostret Nunnekloster sedan 1961 |      | Agia Triada Den heliga Treenighetens kloster Munkkloster              |      |
| Ypapanti Ypapantiklostret Övergivet munkkloster               |      |                                                                       |      |